# Rouza (rivière)
Pour les articles homonymes, voir Rouza (homonymie).
La Rouza (en russe : Руза) est une rivière de l'oblast de Moscou, et un affluent gauche de la Moskova, dans le bassin hydrographique de la Volga, donc un sous-affluent de la Volga, par l'Oka.

## Géographie
La Rouza est longue de 145 km et draine un bassin de 1 990 km2. Elle a un régime nival, son débit maximum étant atteint en avril et mai. Le débit moyen est de 13,1 m3/s à 16 km de l'embouchure. La Rouza est habituellement gelée de novembre à avril.

## Toponyme
La rivière arrose la ville de Rouza, située à 100 km à l'ouest de Moscou.